# Vena angularis

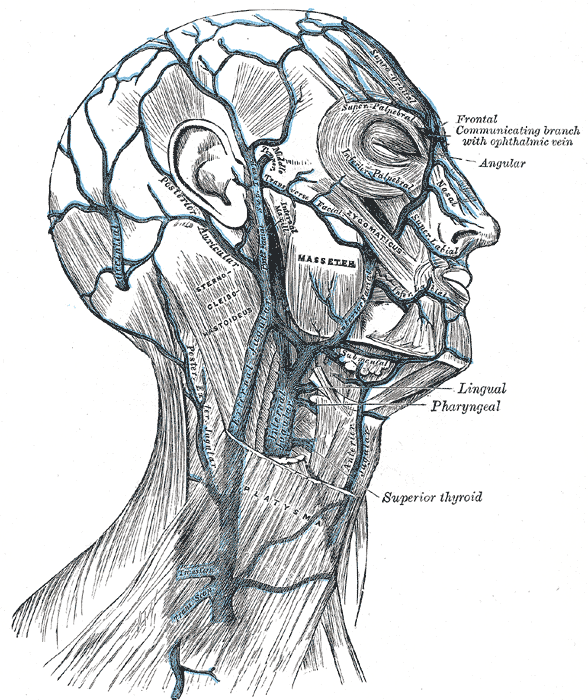
Venen des Halses und Kopfs des Menschen

Die Vena angularis ist eine Vene des Kopfes. Sie ist ein Ast der Gesichtsvene (Vena facialis). Die Vena angularis verläuft im nasenseitigen Lidwinkel, seitlich der gleichnamigen Arterie und kann bei dünnhäutigen Menschen durch die Haut durchschimmern.
Klinische Bedeutung hat das Blutgefäß bei der Entstehung von Sinusthrombosen, da eine Verbindung zur Vena ophthalmica superior besteht. Bei chirurgischen Eingriffen am Augenlid muss sie geschont werden, da ihre Verletzung zu schwer stillbaren Blutungen führt.